# Marinha do Brasil
La Marinha do Brasil (dal portoghese: Marina del Brasile) è la marina militare brasiliana, seconda delle tre forze armate del paese sudamericano. È la più grande marina dell'America Latina, con una Portaelicotteri dal dislocamento a pieno carico di 21 500 t, la NAM Atlântico (ex HMS Ocean) della Royal Navy, alcune fregate di costruzione locale e britannica, talune corvette di costruzione locale, sottomarini diesel-elettrici costieri e molte altre imbarcazioni per il pattugliamento fluviale e costiero.
La Marina brasiliana comprende anche il Corpo dei fucilieri navali (Corpo de Fuzileiros Navais) che è composto da una brigata operativa e di alcuni battaglioni per il servizio di guardia e cerimoniale. In tutto, il Corpo dei fucilieri navali brasiliani conta circa 14 600 uomini (2004). C'è inoltre un'arma dell'aviazione navale, con circa 1 150 membri (2004). Dei circa 48 600 membri della marina brasiliana, circa 3 200 sono coscritti (2004).
Il Brasile ha impegnato quasi 1 miliardo di reais, cioè 500 milioni di dollari statunitensi circa nell'obiettivo di produrre un sistema locale di propulsione nucleare per i sottomarini, nel corso dei prossimi otto anni, ricevendo 130 milioni di reais all'anno. tratta di un progetto gestito dalla Marina brasiliana.

## Storia

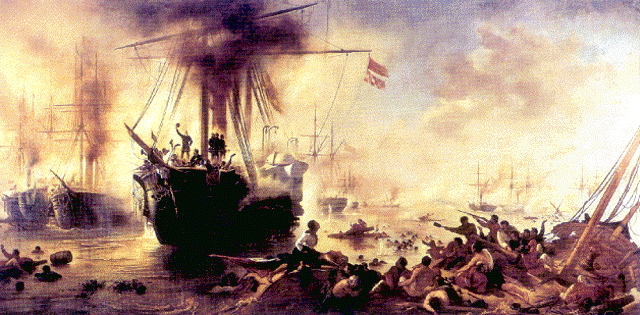
La Battaglia navale del Riachuelo fu una vittoria chiave durante la Guerra della Triplice Alleanza.

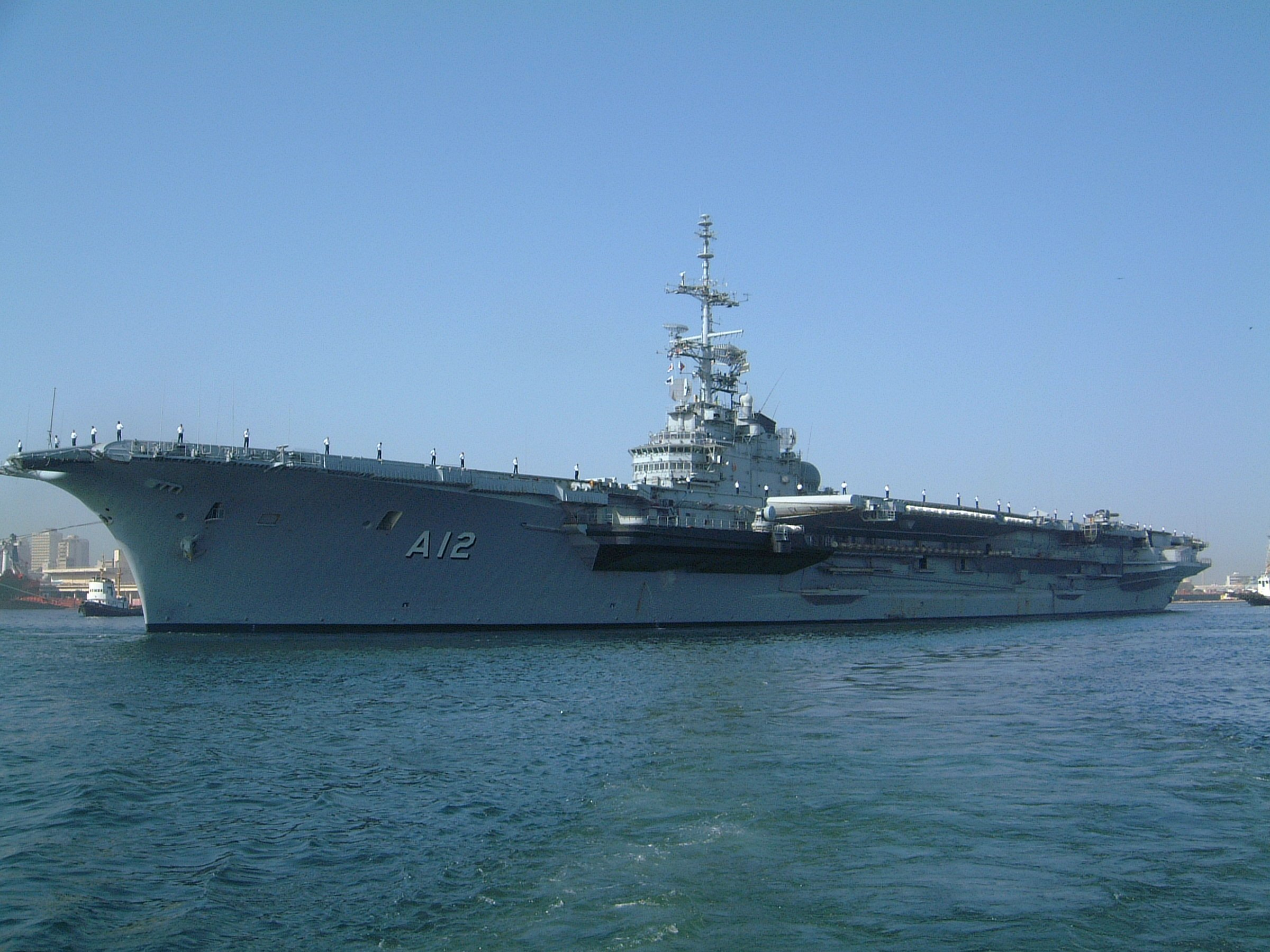
La nave ammiraglia della Marina brasiliana 2000-2017, la portaerei

Una marina fu assemblata immediatamente dopo che Pietro I del Brasile dichiarò l'indipendenza dal Portogallo nel settembre 1822. Queste forze navali furono poi usate nella Guerra d'Indipendenza brasiliana, che era incominciata un anno prima. La marina sarebbe in seguito comparsa nella guerra argentino-brasiliana; nei conflitti del Rio della Plata; nella guerra paraguaiana; sia nella prima che nella  seconda guerra mondiale; e negli sporadici conflitti civili che avrebbero contrassegnato la storia del Brasile.
Nei decenni iniziali successivi all'indipendenza, il paese aveva mantenuto una modesta presenza navale. Nel 1860, la flotta consisteva di 8 piroscafi a ruote, 7 sloop ad elica, 6 fregate e corvette, e 14 vascelli più piccoli. Durante la Guerra Paraguaiana, furono acquistate parecchie corazzate dal Regno Unito e dalla Francia.
Dopo le sconfitte della ribellione navale del 1893, si verificò una scarsissima espansione navale, finché non fu iniziato il programma navale del 1905. Fu allora che il Brasile acquistò due delle più potenti e avanzate dreadnought dell'epoca. Questi vascelli, della classe Minas Gerais, furono le ultime navi da battaglia della Marina brasiliana.

## Missione

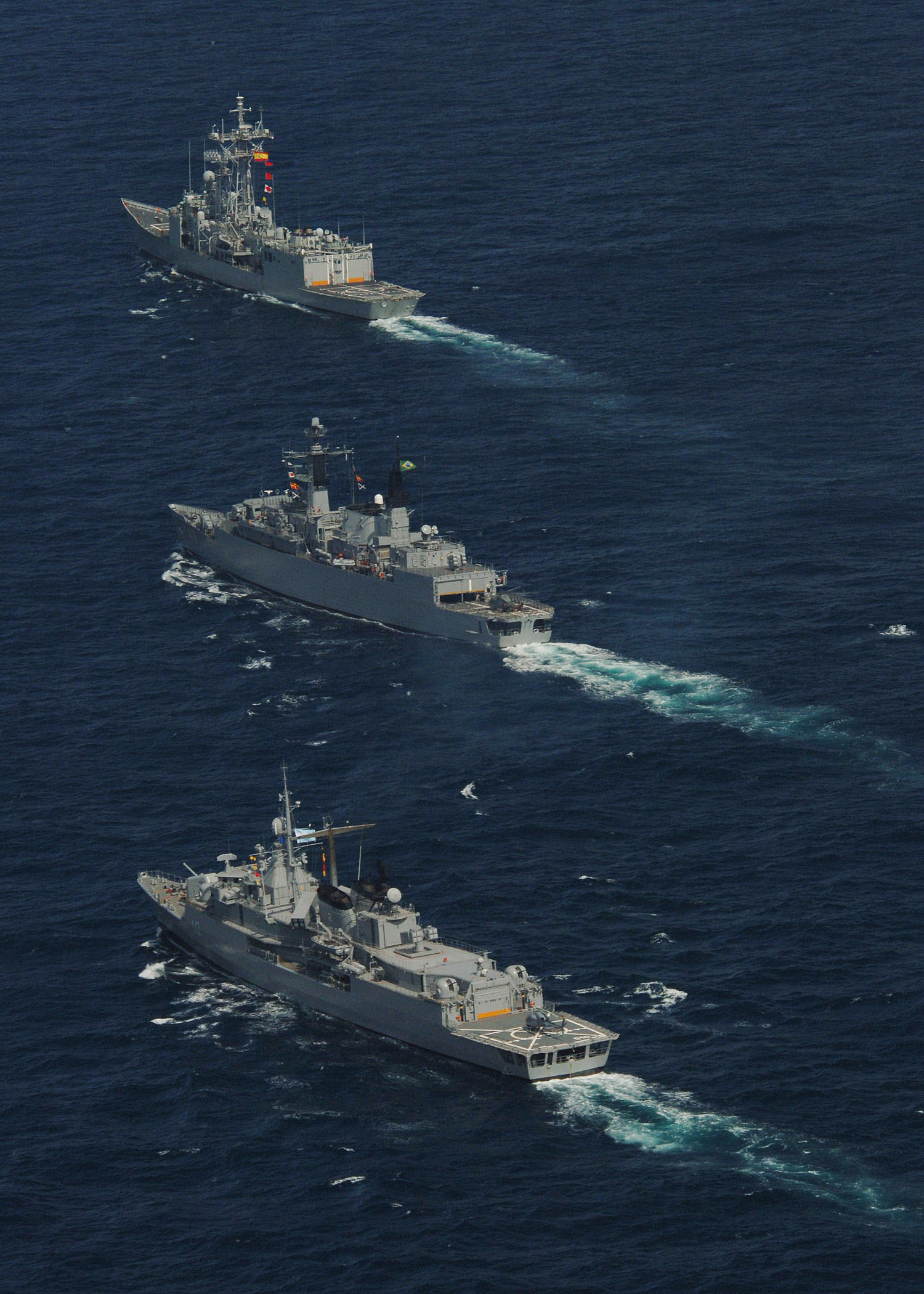
Operazioni congiunte. La fregata spagnola Santa Maria (F 81), in alto, la fregata brasiliana Rademaker (F 49), al centro, e il cacciatorpediniere argentino Almirante Brown (D 10)

In aggiunta ai ruoli di una marina tradizionale, la Marina brasiliana svolge anche il compito di organizzare la Marina mercantile e altre missioni operative di sicurezza tradizionalmente condotte dalla guardia costiera.
Altri ruoli includono:
- provvedere alla sicurezza delle zone fluviali e di alto mare;
- contribuire alla formulazione e alla conduzione di politiche marittime nazionali;
- attuare leggi e regolamentazioni riferite al mare e vigilare sulla loro esecuzione nelle acque marine e interne.

## Aviazione navale
La Marinha do Brasil è dotata di una componente aerea, la Força Aeronaval, con compiti di appoggio aereo e pattugliamento marittimo.

## Flotta navale
La Marina brasiliana ha 62 navi in servizio, e altre 9 in costruzione.
| Vascello | Origine           | Classe                                         | Designazione                                                | In servizio                                      | Foto/Note                                |
| Portalicotteri |                   |                                                |                                                             |                                                  |                                          |
| NAM Atlântico | Regno Unito       | Classe Atlântico                               | A-140                                                       | 1                                                |                                          |
| Sottomarini |                   |                                                |                                                             |                                                  |                                          |
| Tupi | Germania          | Classe Tupi                                    | S-30                                                        | 1                                                |                                          |
| Tamoio | Brasile Germania  | Classe Tupi                                    | S-31                                                        | 1                                                |                                          |
| Timbira | Brasile Germania  | Classe Tupi                                    | S-32                                                        | 1                                                |                                          |
| Tapajó | Brasile           | Classe Tupi                                    | S-33                                                        | 1                                                |                                          |
| Tikuna | Brasile           | Classe Tikuna                                  | S-34                                                        | 1                                                |                                          |
| Riachuelo | Brasile Francia   | Scorpène Brazil (SBR)                          | S-40                                                        | 1                                                |                                          |
| Humaitá | Brasile Francia   | Classe Scorpène Brazil (SBR)                   | S-41                                                        | 1                                                |                                          |
| Tonelero | Brasile           | Classe Scorpène Brazil (SBR)                   | S-42                                                        | 1                                                | in costruzione                           |
| Angostura | Brasile           | Classe Scorpène Brazil (SBR)                   | S-43                                                        | 1                                                | in costruzione                           |
| Álvaro Alberto | Brasile           | Sottomarino nucleare Classe Álvaro Alberto     | SN-10                                                       | 1                                                | in costruzione, previsto intorno al 2030 |
| Fregate |                   |                                                |                                                             |                                                  |                                          |
| Rademaker | Regno Unito       | Classe Greenhalgh                              | F-49                                                        | 1                                                |                                          |
| Defensora | Regno Unito       | Classe Niteroi                                 | F-41                                                        | 1                                                |                                          |
| Constituição | Regno Unito       | Classe Niteroi                                 | F-42                                                        | 1                                                |                                          |
| Liberal | Regno Unito       | Classe Niteroi                                 | F-43                                                        | 1                                                |                                          |
| Independência | Brasile           | Classe Niteroi                                 | F-44                                                        | 1                                                |                                          |
| União | Brasile           | Classe Niteroi                                 | F-45                                                        | 1                                                |                                          |
| Tamandaré | Brasile Germania  | Classe Tamandaré                               | F-200                                                       | 1                                                |                                          |
| Jerônimo de Albuquerque | Brasile           | Classe Tamandaré                               | F-201                                                       | 1 - in construzione                              |                                          |
| Cunha Moreira Mariz e Barros | Brasile           | Classe Tamandaré                               | F-202 F-203                                                 | 2                                                |                                          |
| Corvette |                   |                                                |                                                             |                                                  |                                          |
| Júlio de Noronha | Brasile           | Classe Inhaúma                                 | V-32                                                        | 1                                                |                                          |
| Barroso | Brasile           | Classe Barroso                                 | V-34                                                        | 1                                                |                                          |
| Guerra antimine |                   |                                                |                                                             |                                                  |                                          |
| Aratu Anhatomirim Atalaia Araçatuba Abrolhos Albardão                                                                                          | Germania          | Classe Aratu                                   | M-15 M-16 M-17 M-18 M-19 M-20                               | 6                                                |                                          |
| Navi anfibie |                   |                                                |                                                             |                                                  |                                          |
| Bahia | Francia           | Nave Doca multiuso Classe Bahia                | G-40                                                        | 1                                                |                                          |
| Gastão Motta | Brasile           | Nave cisterna Classe Ceará                     | G-23                                                        | 1                                                |                                          |
| Almirante Saboia | Regno Unito       | Nave da sbarco Classe Alm. Saboia              | G-25                                                        | 1                                                |                                          |
| Mattoso Maia | Stati Uniti       | Nave da sbarco Classe Mattoso Maia             | G-28                                                        | 1                                                |                                          |
| Vascelli di pattugliamento |                   |                                                |                                                             |                                                  |                                          |
| NPa Grajaú NPa Guaíba NPa Graúna NPa Goiana NPa Guajará NPa Guaporé NPa Gurupá NPa Gurupi NPa Guanabara NPa Guarujá NPa Guaratuba NPa Gravataí | Brasile           | Vascelli di pattugliamento Classe Grajaú       | P-40 P-41 P-42 P-43 P-44 P-45 P-46 P-47 P-48 P-49 P-50 P-51 | 12                                               |                                          |
| NPa Bracuí NPa Benevente NPa Bocaina NPa Babitonga                                                                                             | Regno Unito       | Vascelli di pattugliamento Classe Bracuí       | P-60 P-61 P-62 P-63                                         | 4                                                |                                          |
| NPa Macaé NPa Macau | Francia / Brasile | Vascelli di pattugliamento Classe Macaé        | P-70 P-71                                                   | 2+2 in costruzione: NPa Maracanã NPa Mangaratiba |                                          |
| NPaOc Amazonas NPaOc Apa NPaOc Araguari | Regno Unito       | Vascelli di pattuglia oceanica Classe Amazonas | P-120 P-121 P-122                                           | 3                                                |                                          |
| Ausiliari |                   |                                                |                                                             |                                                  |                                          |
| U-20 Cisne Branco | Paesi Bassi       | Fregata a vela                                 | Classe Cisne Branco                                         | 1                                                |                                          |
| U-27 Brasil | Brasile           | Nave scuola                                    | Classe mod. Mk10                                            | 1                                                |                                          |
| U-15 Pará | Brasile           | Nave ausiliaria                                | Classe Pará                                                 | 1                                                |                                          |
| R-21 Tritão | Brasile           | Rimorchiatore marittimo                        | Classe Triunfo                                              | 1                                                |                                          |
| R-22 Tridente | Brasile           | Rimorchiatore marittimo                        | Classe Triunfo                                              | 1                                                |                                          |
| R-23 Triunfo | Brasile           | Rimorchiatore marittimo                        | Classe Triunfo                                              | 1                                                |                                          |
| R-25 Alte. Guillobel | Brasile           | Nave di salvataggio di sottomarino             | Classe Alte. Guilhem                                        | 1                                                |                                          |
| H-40 Antares | Regno Unito       | Vascello di ricerca oceanografica              | Classe Antares                                              | 1                                                |                                          |
| H-41 Almirante Maximiano | Norvegia          | Rompighiaccio                                  | Clase Almirante Maximiano                                   | 1                                                |                                          |
| H-44 Ary Rongel | Norvegia          | Rompighiaccio                                  | Classe Ary Rongel                                           | 1                                                |                                          |
| H-21 Sirius | Giappone          | Nave oceanografica                             | Sirius class                                                | 1                                                |                                          |
| H-35 Amorim do Valle | Regno Unito       | Nave oceanografica                             | Classe River                                                | 1                                                |                                          |
| H-36 Taurus | Brasile           | Nave oceanografica                             | Classe Argus                                                | 1                                                |                                          |
| H-37 Garnier Sampaio | Regno Unito       | Nave oceanografica                             | Classe River                                                | 1                                                |                                          |
| NGB | Brasile           | Nave faro                                      | Classe Alte. Graça Aranha                                   | 6                                                |                                          |

### Flotta fluviale
La Marina brasiliana ha 25 navi e altre in costruzione in due flotte fluviali, il Mato Grosso (fiume Paraguay) e l'Amazzonia (fiume Amazonas).
| Vascello                                                 | Origine               | Classe                                                    | Designazione             | In servizio | Foto |
| Vascelli di pattugliamento fluviale                      |                       |                                                           |                          |             |      |
| NPa Piratini NPa Pirajá NPa Pampeiro NPa Penedo NPa Poti | Stati Uniti / Brasile | Vascelli de pattugliamento fluviale Classe Piratini       | P-10 P-11 P-12 P-14 P-15 | 5           |      |
| NPaFlu Pedro Teixeira NPaFlu Raposo Tavares              | Brasile               | Vascelli di pattugliamento fluviale Classe Pedro Teixeira | P-20 P-21                | 2           |      |
| NPAFlu Roraima NPAFlu Rondônia NPAFlu Amapá              | Brasile               | Vascelli di pattugliamento fluviale Classe Roraima        | P-30 P-31 P-32           | 3           |      |
| Monitor Parnaíba                                         | Brasile               | Monitor fluviale                                          | U-17                     | 1           |      |
| LPR01 LPR02                                              | Colombia              | Motovedetta corazzata                                     | LPR01 LPR02              | 2           |      |
| Excalibur I Excalibur II Excalibur III Excalibur IV      | Brasile               | Motovedetta corazzata                                     | I II III IV              | 4           |      |
| Vascelli Ausiliari Fluviali                              |                       |                                                           |                          |             |      |
| Paraguassú                                               | Brasile               | Trasporto truppe Clase Paraguassú                         | G-15                     | 1           |      |
| Pará                                                     | Brasile               | Trasporto truppe Clase Pará                               | U-15                     | 1           |      |
| Dr. Montenegro                                           | Brasile               | Nave ospedale Classe Dr. Montenegro                       | U-16                     | 1           |      |
| Almirante Leverger                                       | Brasile               | Trasporto truppe Clase Almirante Leverger                 | G-16                     | 1           |      |
| Potengi                                                  | Brasile               | Nave petroliera Clase Potengi                             | G-17                     | 1           |      |
| Oswaldo Cruz Carlos Chagas                               | Brasile               | Nave ospedale Clase Oswaldo Cruz                          | U-18 U-19                | 2           |      |
| Soares de Meirelles                                      | Brasile               | Nave ospedale Classe Soares de Meirelles                  | U-21                     | 1           |      |
| Tenente Maximiano                                        | Brasile               | Nave ospedale Clase Tenente Maximiano                     | U-28                     | 1           |      |
| Rio Tocantins Rio Xingu Rio Solimões Rio Negro           | Brasile               | Nave idrooceanografica Classe Rio Tocantins               | H12 H13 H14 H15          | 4           |      |
| Caravelas                                                | Brasile               | Nave idrooceanografica Clase Caravelas                    | H-17                     | 1           |      |

## Grafico comparativo

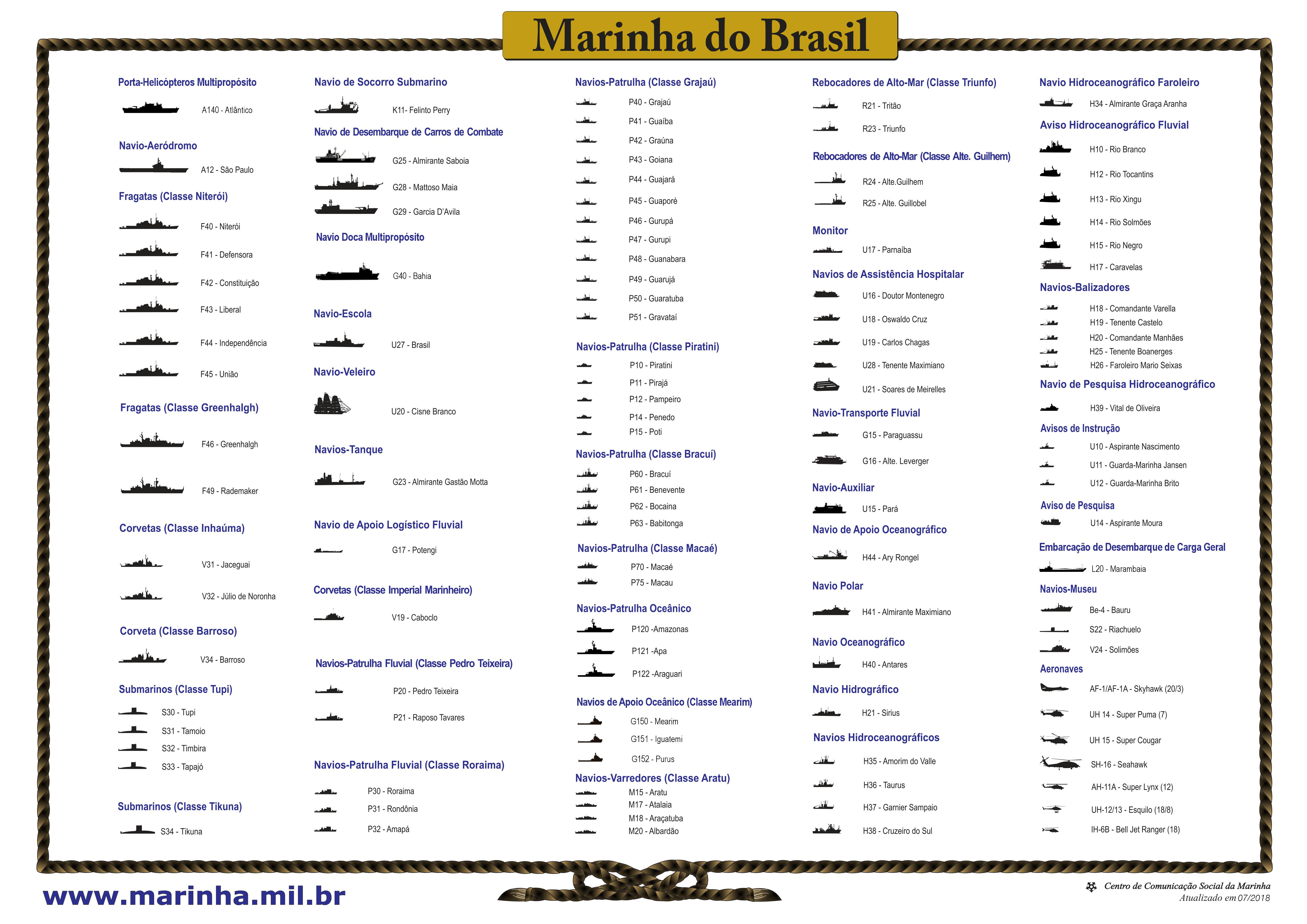
La Marina brasiliana nel 2005

Nessun anno 2005